# Alfred John Tattersall
Alfred John Tattersall (1861-1951) foi um fotógrafo neo-zeolandês que viveu em Samoa durante grande parte de sua vida. Contribuiu com uma vasta coleção de imagens da ilha do Pacífico e seus habitantes durante a era colonial. Tattersall viveu em Samoa de 1886 até 1951.

## Galeria

Fotografias por Tattersall
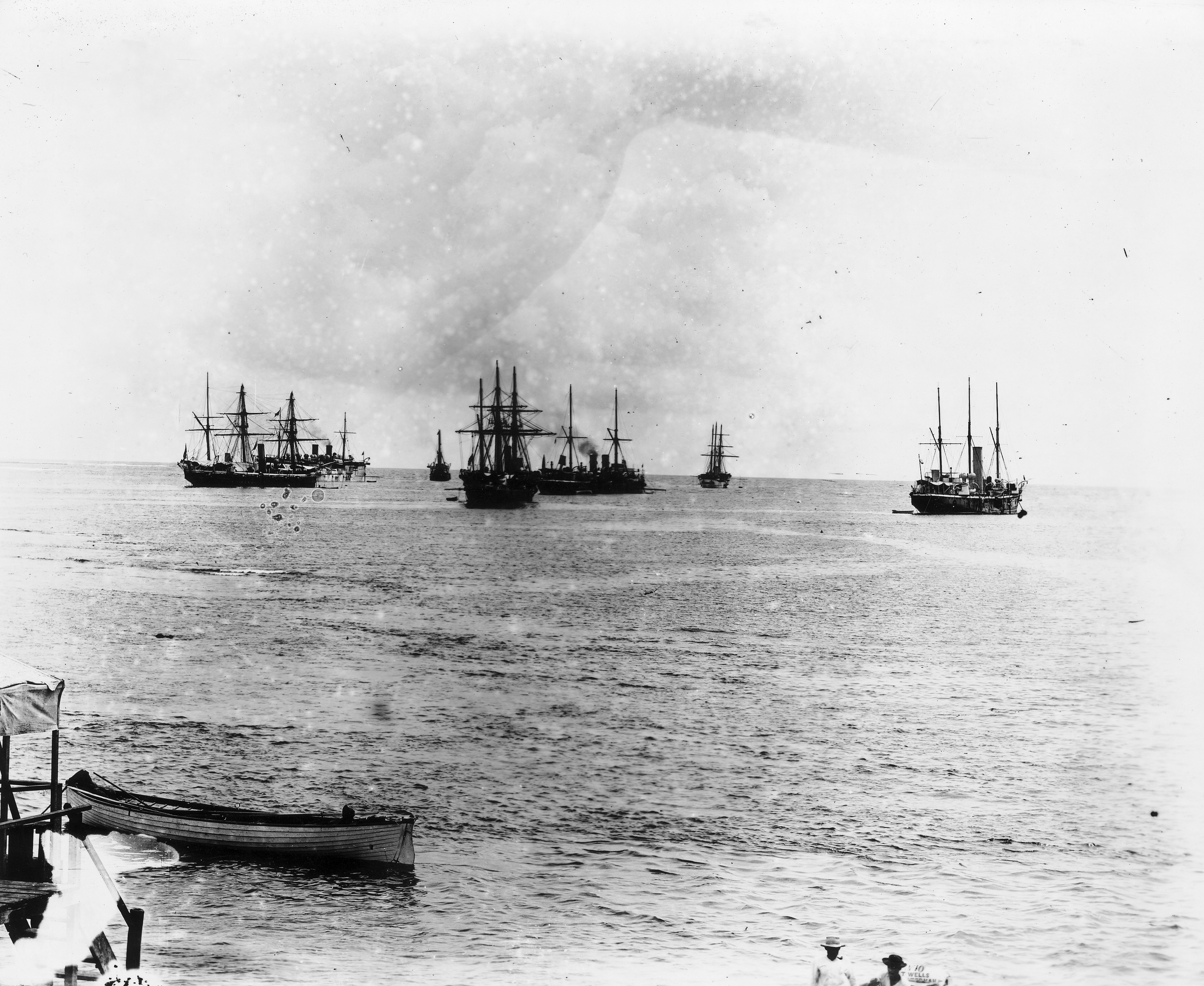
Navios de guerra Alemães, Britânicos e Americanos no porto de Apia (1899).
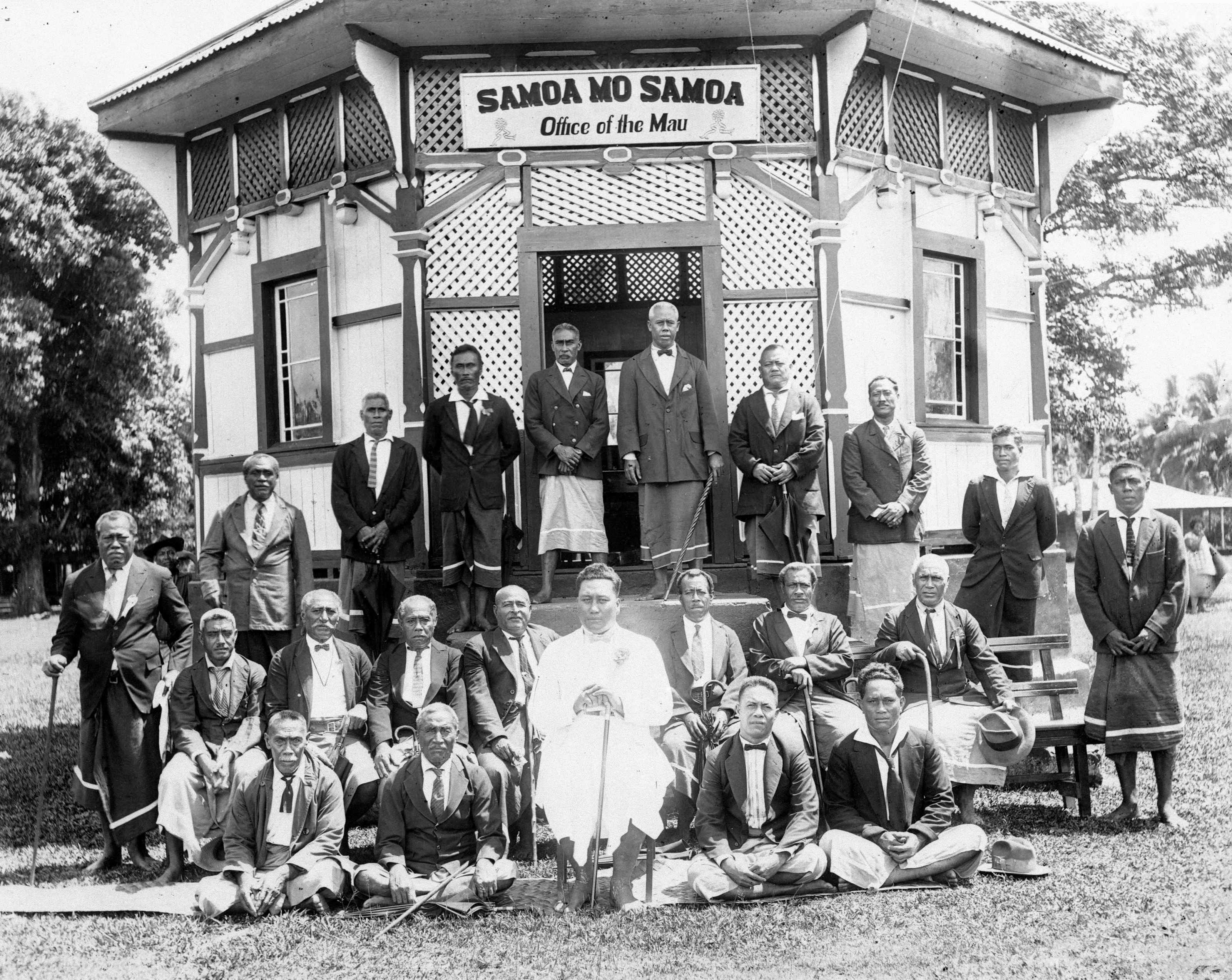
Líderes do movimento Mau e Tupua Tamasese Lealofi III à frente do escritório octogonal do movimento (1929).
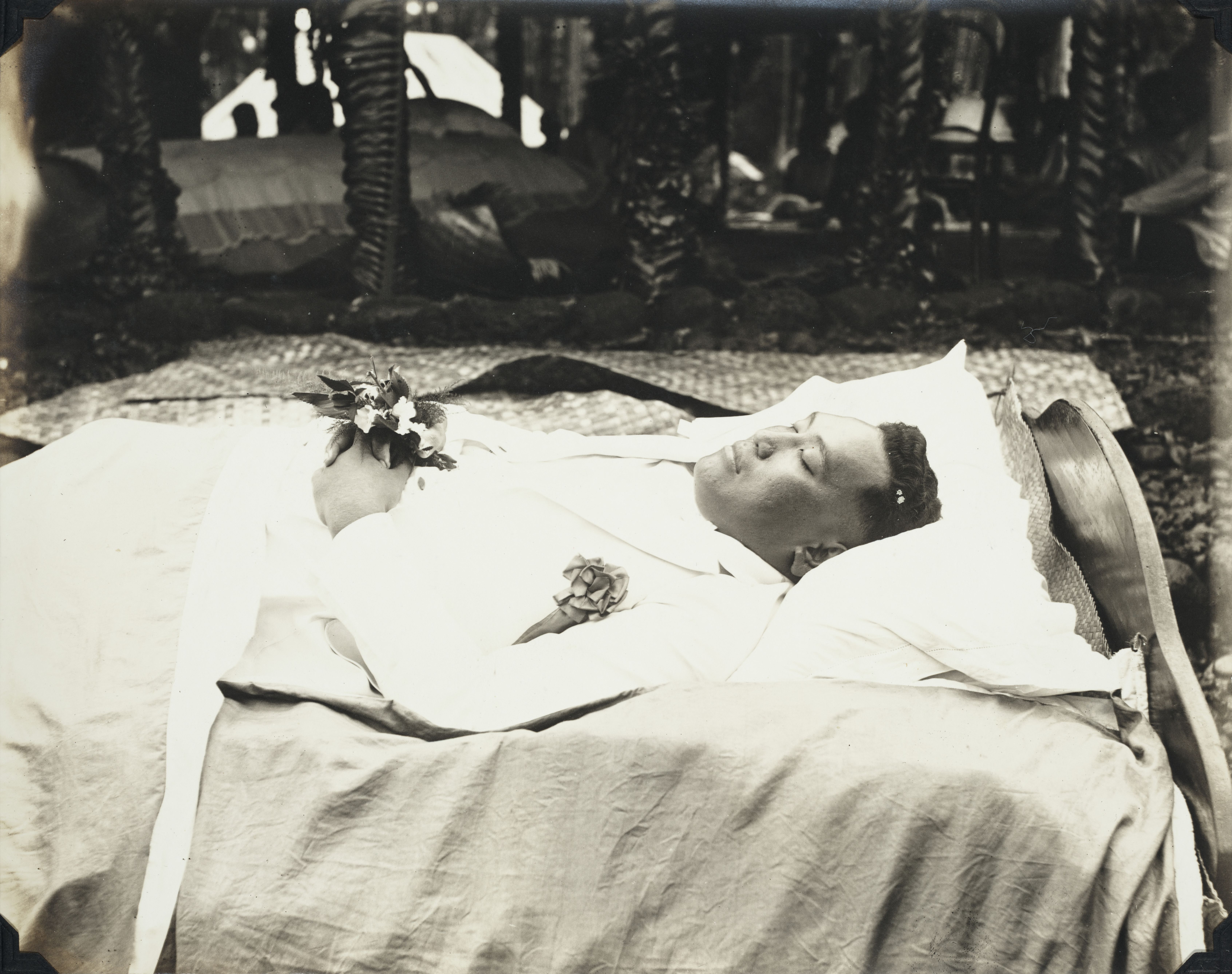
Morte de Tupua Tamasese Lealofi III.
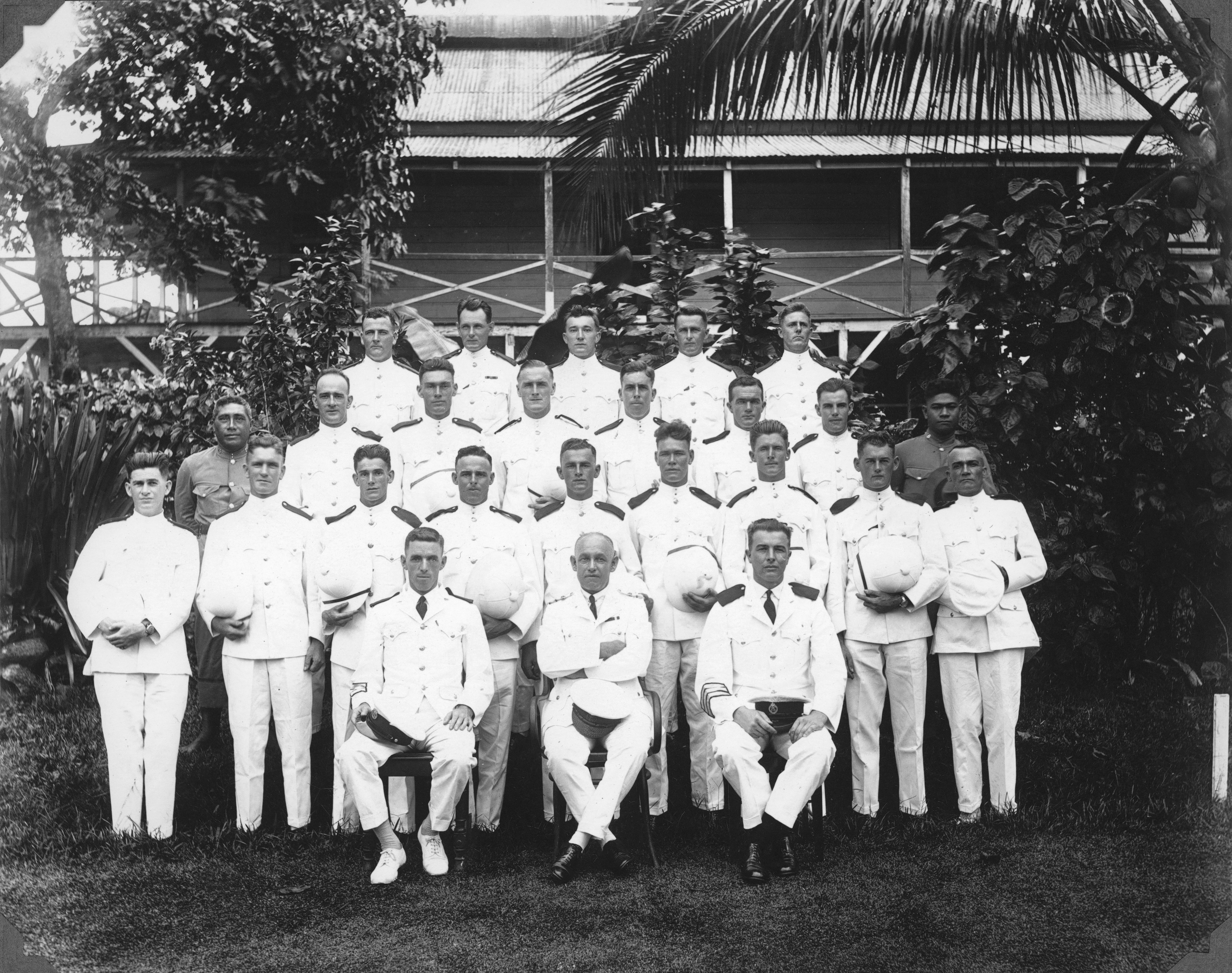
Polício neo-zeolandesa em Samoa (1930).
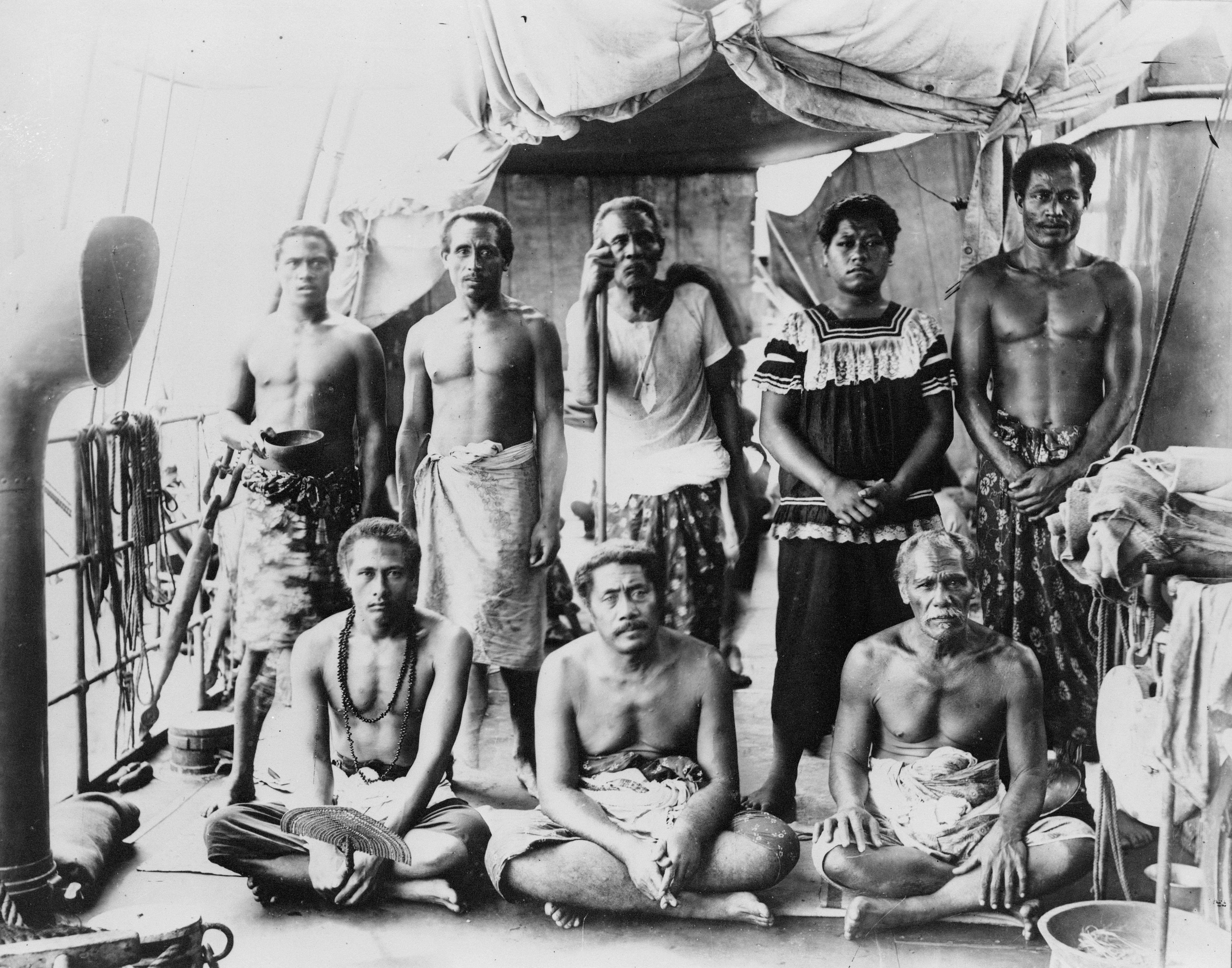
Exilados de Samoa a bordo de um navio de guerra alemão, levando-os para Saipan, incluindo Lauaki Namulauulu Mamoe (1909).
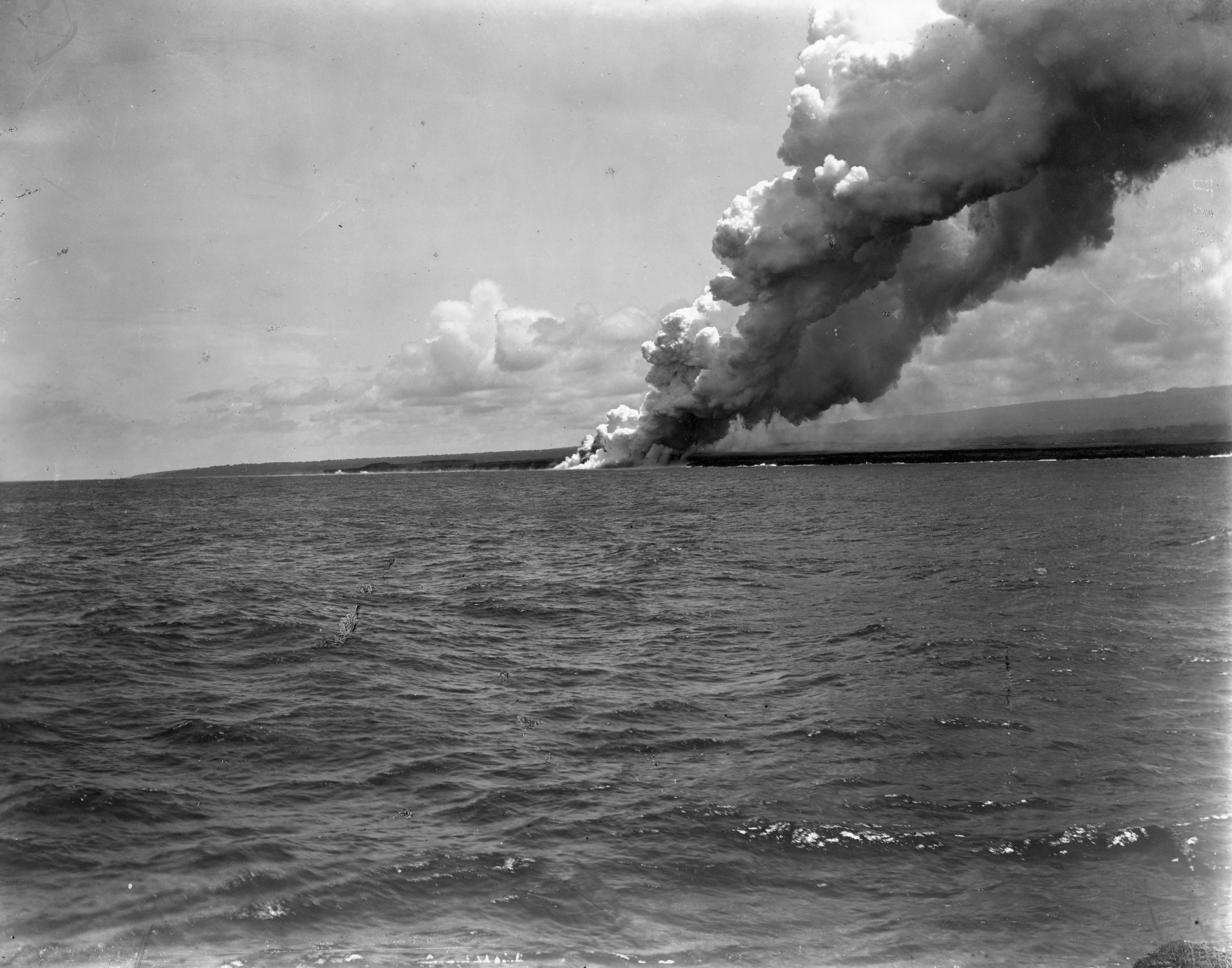
Erupção vulcânica do Monte Matavanu em Savai'i (1905).
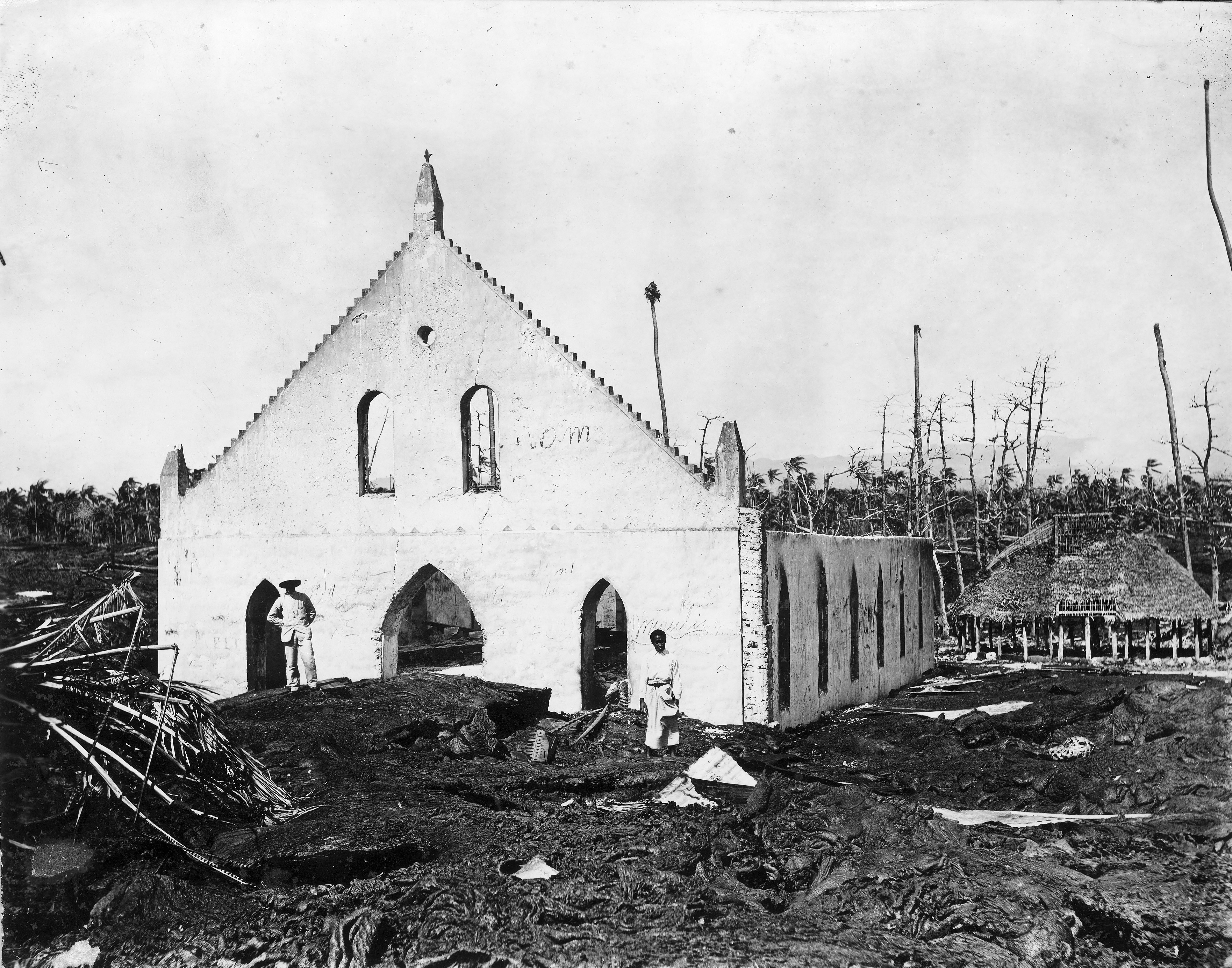
Igreja danificada pela lava em Savai'i (1905).
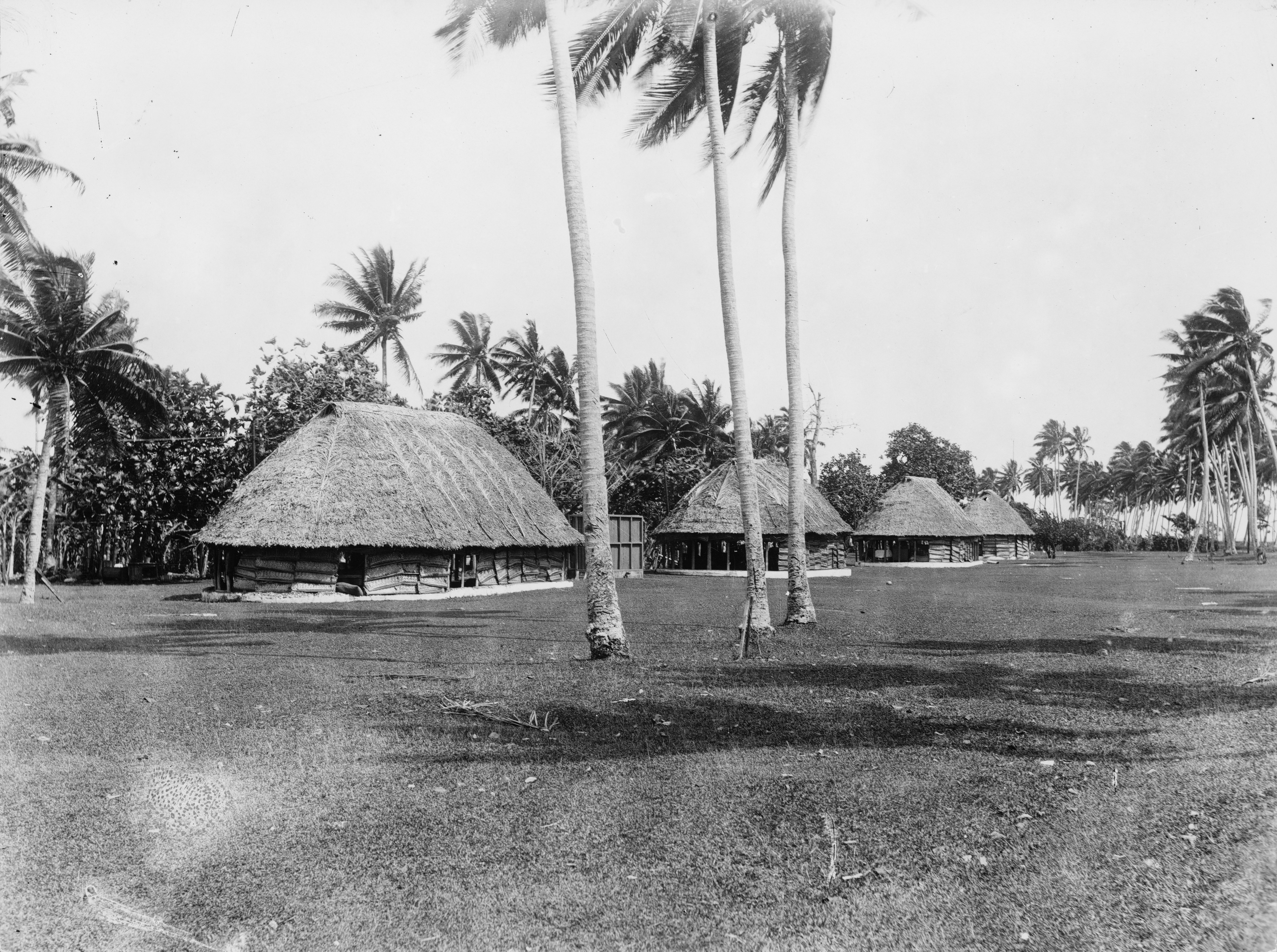
Arquitetura de Samoa, casas tradicionais (fale) em Mulinu'u, circa 1900.